# Dermacentor
Dermacentor é um gênero de carrapato da família Ixodidae. Apresenta distribução cosmopolita, parasitando principalmente mamíferos. As espécies antes incluídas no género Anocentor foram transferidas para este género.

## Espécies
- Dermacentor abaensis Teng, 1963
- Dermacentor albipictus Packard, 1869
- Dermacentor andersoni Stiles 1908
- Dermacentor asper Arthur, 1960
- Dermacentor atrosignatus Neumann, 1906
- Dermacentor auratus Supino, 1897
- Dermacentor circumguttatus Neumann, 1897
- Dermacentor compactus Neumann, 1901
- Dermacentor dispar Cooley, 1937
- Dermacentor dissimilis Cooley 1947
- Dermacentor everestianus Hirst, 1926
- Dermacentor halli McIntosh, 1931
- Dermacentor hunteri Bishopp, 1912
- Dermacentor imitans Warburton 1933
- Dermacentor latus Cooley, 1937
- Dermacentor marginatus Sulzer, 1776
- Dermacentor montanus Filippova & Panova 1974
- Dermacentor near reticulatus Schille, 1916
- Dermacentor nitens Neumann, 1897
- Dermacentor niveus Neumann 1897
- Dermacentor nuttalli Olenev, 1928
- Dermacentor occidentalis Marx, 1892
- Dermacentor parumapertus Neumann, 1901
- Dermacentor pavlovskyi Olenev 1927
- Dermacentor pomerantzevi Serdyukova, 1951
- Dermacentor raskemensis Pomerantsev, 1946
- Dermacentor reticulatus Fabricius, 1794
- Dermacentor rhinocerinus Denny, 1843
- Dermacentor silvarum Olenev 1931
- Dermacentor sinicus Schulze, 1932
- Dermacentor steini Schulze, 1933
- Dermacentor taiwanensis Sugimoto, 1935
- Dermacentor ushakovae Filippova & Panova 1987
- Dermacentor variabilis Say, 1821